# Pădurea Pogoreloe (arie protejată)
Pogoreloe este un sector reprezentativ cu vegetație silvică în raionul Criuleni. Este amplasat lângă satul Dubăsarii Vechi, în ocolul silvic Grigoriopol, subparcela 16H. Are o suprafață de 5,6 ha. Obiectul este administrat de Întreprinderea pentru Silvicultură Tighina.

## Caracteristici geografice
Pădurea Pogoreloe este amplasată la nord de satul Dubăsarii Vechi, la altitudinea de 23 m deasupra nivelului mării. Sectorul de pădure este cuprins în lunca Nistrului, între marginea satului și malul fluviului.

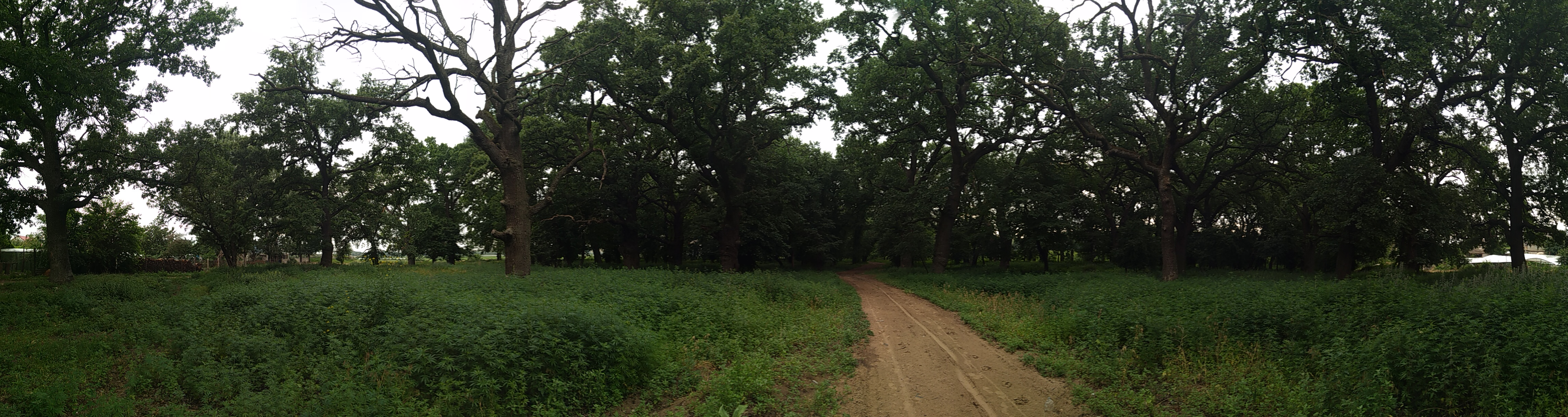
Panoramă 180°

## Diversitate floristică
Aria protejată a fost atribuită la categoria ecosisteme forestiere de stejar pedunculat (Quercus robur), plop (Populus alba) și salcie (Salix alba) din luncile râurilor. Genofondul cuprinde 132 de specii de plante vasculare.

### Arbori

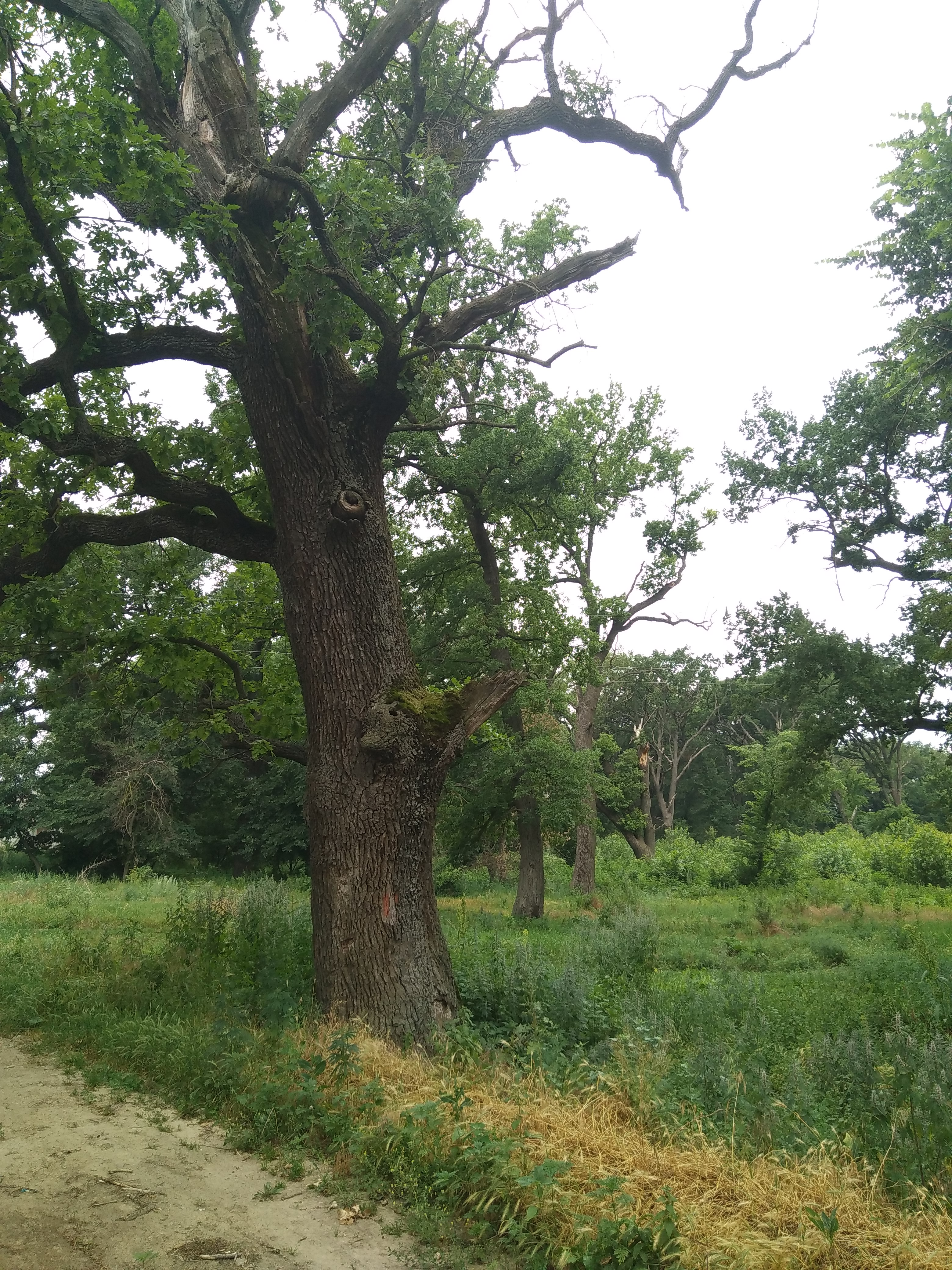
Stejar pedunculat la marginea pădurii

Arboretul are o vârstă de peste 200 de ani și este unic în lunca Nistrului. După origine, este considerat arboret natural fundamental. Provine de la sf. sec. al XVIII-lea – înc. sec. al XIX-lea. Înălțimea arborilor este 28 m, iar diametrul tulpinii 100 cm. Volumul masei lemnoase constituie 273 m3/ha, cu o creștere anuală de 0,4 m3/ha.
Au fost identificate 15 specii de arbori:
- Acer campestre
- Acer negundo
- Acer platanoides
- Acer tataricum
- Carpinus betulus
- Cerasus avium
- Fraxinus excelsior
- Morus alba
- Populus alba
- Pyrus pyraster
- Quercus robur
- Salix alba
- Tilia cordata
- Ulmus carpinifolia
- Ulmus laevis

Specia predominantă este stejarul pedunculat (Quercus robur). La marginea pădurii crește arțar american (Acer negundo) și sălcioară (Elaeagnus angustifolia). Celelalte specii enumerate sunt reprezentate de exemplare solitare.

### Arbuști
În pădurea Pogoreloe cresc 12 specii de arbuști:
- Corylus avellana
- Crataegus monogyna
- Euonymus europaea
- Euonymus verrucosa
- Ligustrum vulgare
- Prunus spinosa
- Rhamnus cathartica
- Rosa canina
- Salix capraea
- Sambucus nigra
- Swida sanguinea
- Viburnum lantana

### Ierburi
Au fost înregistrate 105 specii de plante ierboase:
- Aegopodium podagraria
- Agrimonia eupatoria
- Agrostis stolonifera
- Ajuga genevensis
- Ajuga reptans
- Alisma plantago-aquatica
- Alliaria petiolata
- Alyssum hirsutum
- Anchusa procera
- Anemone sylvestris
- Anemonoides ranunculoides
- Anthriscus sylvestris
- Arctium tomentosum
- Arum orientale
- Asarum europaeum
- Asparagus tenuifolius
- Astragalus glycyphylos
- Ballota nigra
- Brachypodium silvaticum
- Bromus arvensis
- Campanula persicifolia
- Cannabis ruderalis
- Capsela bursa pastoris
- Centaurea diffusa
- Chaerophyllum bulbosum
- Chaerophyllum temulum
- Chelidonium majus
- Chenopodium sp.
- Cichorium intybus
- Cirsium arvense
- Clinopodium vulgare
- Convallaria majalis
- Convolvulus arvensis
- Coronilla varia
- Corydalis solida
- Cynodon dacctylon
- Dactylis glomerata
- Daucus carota
- Echium vulgare
- Elytrigia repens
- Equisetum arvense
- Falcaria vulgaris
- Ficaria verna
- Fragaria vesca
- Gagea lutea
- Galeobdolon luteum
- Galium apparine
- Geum urbanum
- Glechoma hederacea
- Humulus lupulus
- Hypericum perforatum
- Isopyrum thalictroides
- Lactuca serriola
- Lamium album
- Lamium amplexicaule
- Lamium purpureum
- Lapsana communis
- Lathyrus niger
- Lavatera thuringiaca
- Leonurus cardiaca
- Lepidium campestre
- Lolium perene
- Melandrium album
- Melilotus officinalis
- Mentha arvensis
- Mercurialis perenis
- Muscari neglectum
- Myosotis arvensis
- Nonea pulla
- Ornithogalum boucheanum
- Physalis alkekengi
- Plantago lanceolata
- Plantago major
- Poa angustifolia
- Polygonatum latifolium
- Polygonatum multiflorum
- Polygonum aviculare
- Potentilla arenaria
- Potentilla argentea
- Potentilla recta
- Prunella vulgaris
- Pulmonaria officinalis
- Ranunculus repens
- Ranunculus reptans
- Rubus caesius
- Rumex acetosa
- Sambucus ebulus
- Scilla bifolia
- Scrophularia nodosa
- Scutellaria altissima
- Setaria viridis
- Stelaria holostea
- Symphytum officinale
- Tanacetum vulgare
- Taraxacum officinale
- Trifolium pratense
- Trifolium repens
- Tussilago farfara
- Urtica dioica
- Valeriana officinalis
- Vicia tenuifolia
- Vinca minor
- Vincetoxicum hirundinaria
- Viola mirabilis
- Viola tricolor

Două dintre aceste specii sunt plante rare: lușca (Ornithogalum boucheanum) și umbra-iepurelui (Asparagus tenuifolius).

### Analiza florei
Din perspectiva taxonomică, speciile de plante din pădurea Pogoreloe aparțin la 110 genuri și 49 de familii. Cele mai numeroase familii sunt Rosaceae (14 specii), Lamiaceae (13 specii), Asteraceae (10 specii), Poaceae (9 specii), Ranunculaceae (7 specii) și Fabaceae (6 specii). Cinci familii includ câte 3-5 specii, iar celelalte 34 de familii includ câte 1-2 specii de plante vasculare.
Alte tipuri de analiză a florei sunt prezentate în următorul set de grafice:
| bioforme                                                             | indici de umiditate | indici de temperatură                                                                              | indici de reacție a solului                                        | geoelemente |
| -------------------------------------------------------------------- | --- | -------------------------------------------------------------------------------------------------- | ------------------------------------------------------------------ | --- |
| · hemicriptofite (44%) fanerofite (21%) terofite (20%) geofite (15%) | · mezofite (39%) xeromezofite (16%) mezohidrofite (5%) heromezofite → hidrofite (18%) mezofite → hidrofite (14%) ultrahigrofite, herofite și amfitolerante (9%) | · mezoterme (61%) moderat termofile (8%) anfitolerante (16%) mezoterme-termofile (13%) altele (2%) | · slab acid-neutrofile (34%) eurionice (32%) acid-neutrofile (24%) | · eurasiatice (56%) europene (27%) cosmopolite (5%) circumpolare (4%) pontice (5%) mediteraneene (2%) adventive (2%) |

1. ↑  Exigențele față de reacția solului coincid în mare măsură cu cele din Grădina Turcească
2. ↑  specii cu amplitudine ecologică mai largă, de la heromezofite la hidrofite
3. ↑  specii cu amplitudine ecologică mai restrânsă, de la mezofite la hidrofite
4. ↑  specii cu amplitudine mezoterme-termofile

Comunitățile vegetale au fost atribuite la asociația Aceri campestre–Quercetum roboris Bulokhov et Solomeshsh 2003.

## Statut de protecție
Aria protejată Pogoreloe este o suprafață reprezentativă de pădure de luncă caracteristică pentru pădurile din lunca Nistrului de Jos. Datorită compoziției floristice și peisagistice, este considerată o suprafață de pădure valoroasă. Genofondul cuprinde 132 de specii de plante vasculare, dintre care două sunt rare.
Obiectivul a fost luat sub protecția statului prin Hotărîrea Sovietului de Miniștri al RSSM din 8 ianuarie 1975 nr. 5, care a atribuit zona la categoria ariilor protejate de păduri valoroase. Statutul de protecție a fost reconfirmat prin Legea nr. 1538 din 25 februarie 1998 privind fondul ariilor naturale protejate de stat, în anexele căreia pădurea este atribuită la categoria „Monumente ale naturii” de tip C) botanic, a) sectoare reprezentative cu vegetație silvică. Conform Legii din 1998, rezervația este administrată de Gospodăria Silvică de Stat Bender, între timp reorganizată în Întreprinderea pentru Silvicultură Tighina.
Intervenția omului este majoră, din cauza amplasării în imediata vecinătate a satului. Prin zona protejată trec câteva drumuri; astfel are loc poluarea biologică a suprafețelor adiacente. Sunt abundente plantele ruderale. Este practicat pășunatul, solul fiind afectat în mai multe locuri. Pot fi observate fâșii în care a fost extras solul fertil cu tot cu plante. Tulpinile și ramurile mai multor arbori sunt afectate, iar scorburile nu sunt prelucrate sau astupate. Stejarul pedunculat, edificatorul comunității vegetale, poate fi considerat o specie amenințată.
Pentru optimizarea conservării diversității plantelor, este necesar de întreprins mai multe acțiuni:
- de limitat accesul animalelor domestice pe teritoriul rezervației
- de redus numărul drumurilor și de amenajat zone de agrement în locuri care să nu influențeze puternic vegetația parcului
- de eliminat specia invazivă de arțar american (Acer negundo)
- de extins suprafața ariei protejate[1]

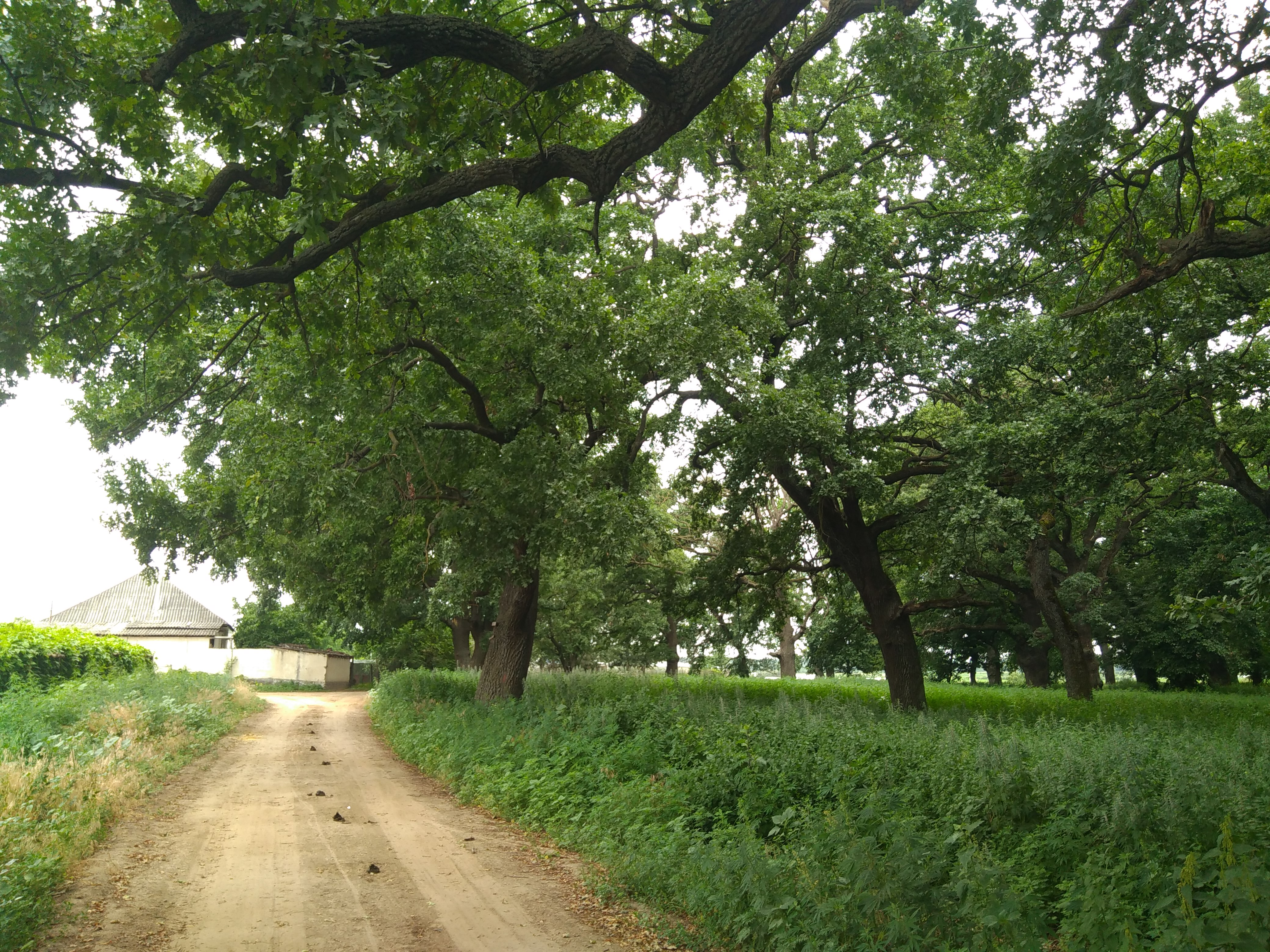
Drum de țară la marginea ariei protejate
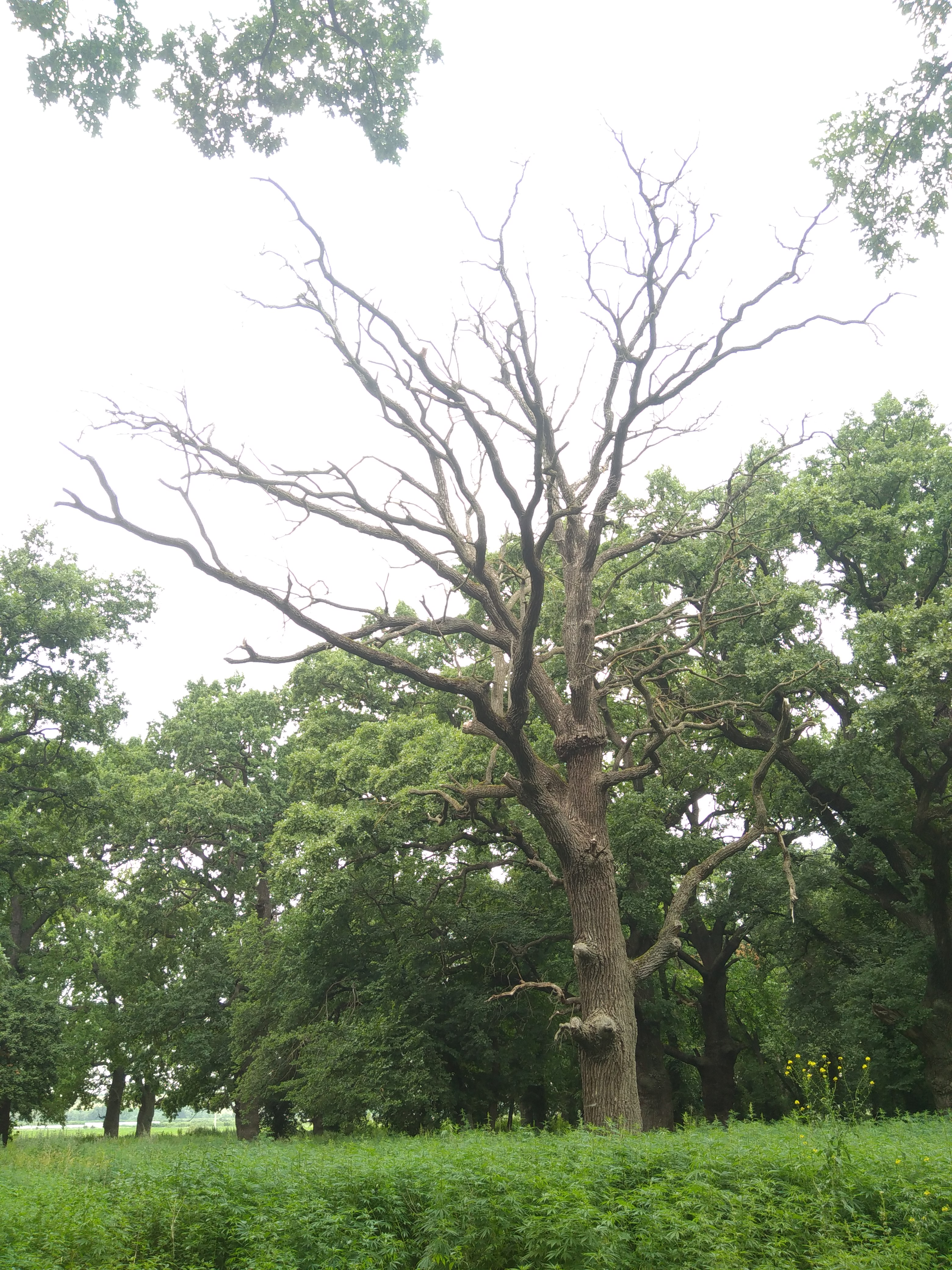
Exemplar uscat de stejar pedunculat
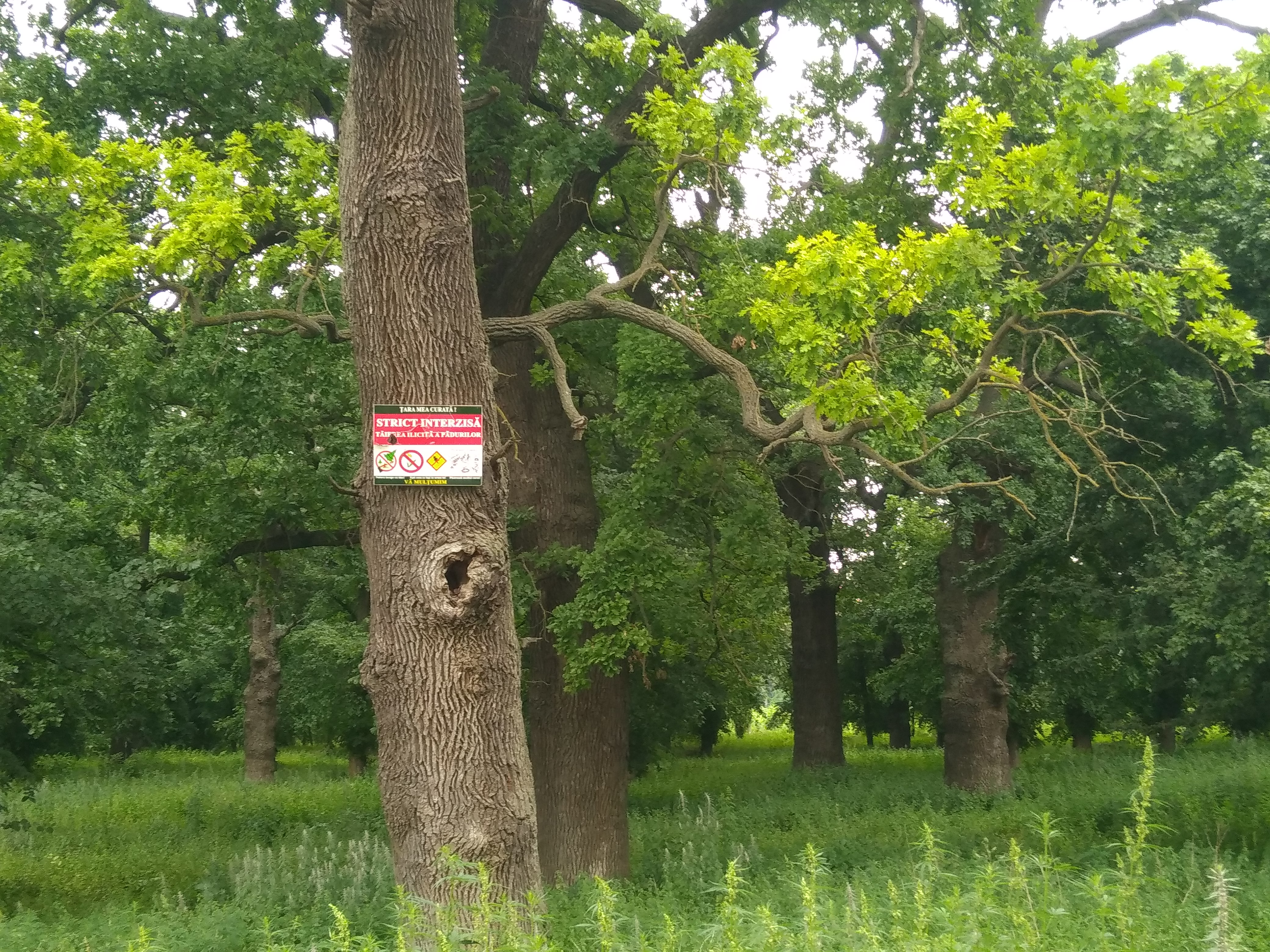
„Strict interzisă tăierea ilicită a pădurilor”
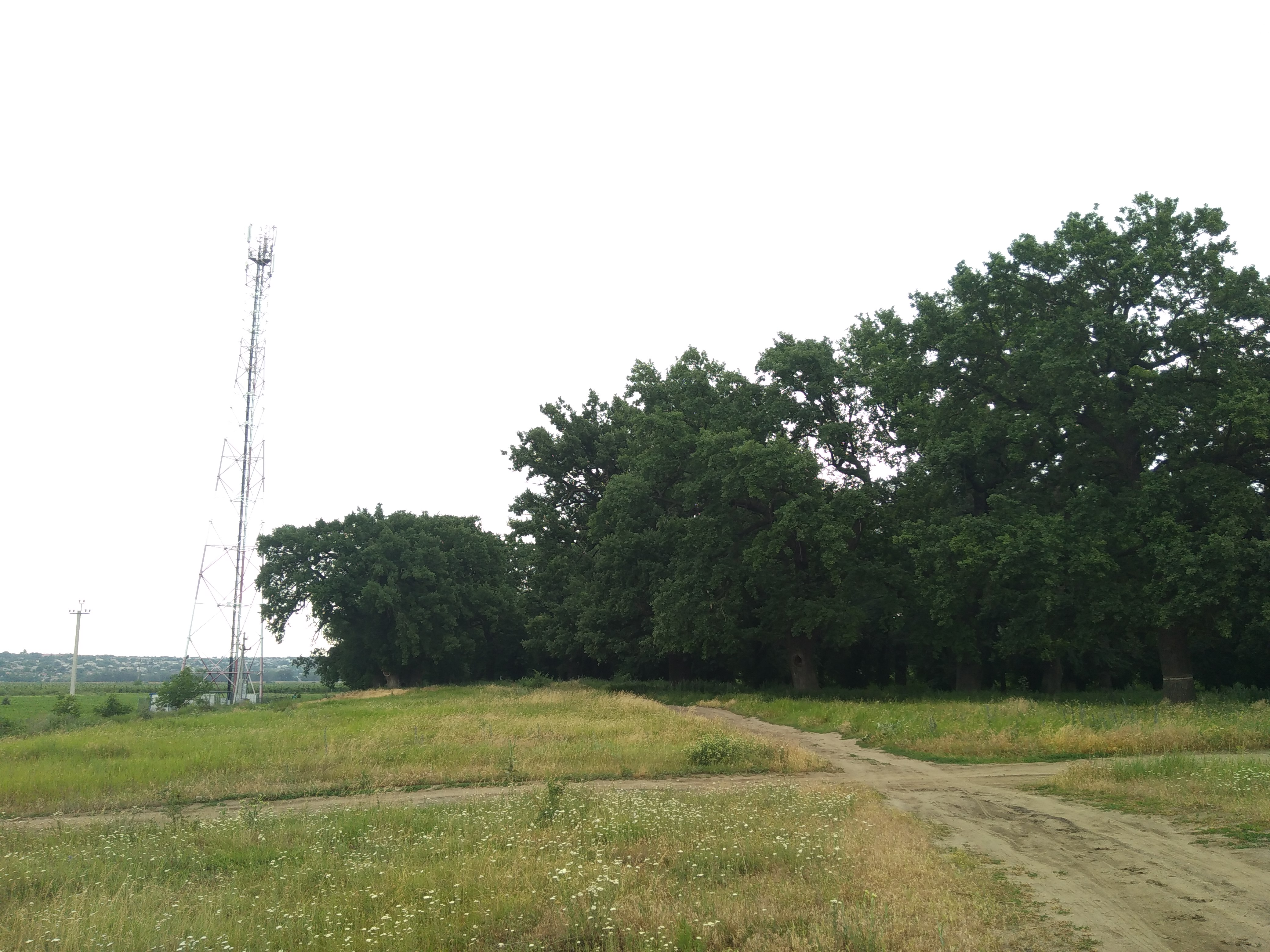
Marginea de vest; malul Nistrului se observă în stânga